# アントニ・ラマレッツ
アントニオ・ラマレッツ・シモン（Antonio Ramallets Simón, 1924年6月4日 - 2013年7月30日）は、スペイン国バルセロナ出身のサッカー選手。ポジションはゴールキーパー（GK）。
1947年から1962年の16年間FCバルセロナに所属し、通算5度のサモラ賞を受賞した往年の名GKの一人である。

## 来歴
1946年に、23歳で最初にFCバルセロナへ入団するが1946-47シーズンはレアル・バリャドリードへレンタル移籍した。翌シーズンからはバルセロナに復帰し、ベラスコに次ぐ第2GKとなった。そして1948年11月28日のセビージャFC戦でリーガ・エスパニョーラデビューを果たした（試合は2-1でバルセロナの勝利）。この試合が1948-49シーズンに出場した唯一の試合となったが、これ以降は正GKの座を掴み、クラブを代表する優秀なGKとしての名声を確立した。またラディスラオ・クバラ、コチシュ・シャーンドル、エヴァリスト、ルイス・スアレス、チボル・ゾルターンらと共に1950年代のFCバルセロナを代表する選手であった。クラブレベルにおいて現役通算538試合に出場、リーグ通算288試合に出場した。
スペイン代表としては1950年から1961年の間に国際Aマッチ35試合に出場、1950 FIFAワールドカップ・ブラジル大会代表メンバーにも選出された。1950年6月29日のブラジル大会1次リーグ初戦のチリ戦で代表デビューを飾ると決勝リーグ進出に貢献。大会期間中に「マラカナの猫」（El gato de Maracaná）の愛称で呼ばれた。またカタルーニャ選抜として7試合にも出場した。

## 代表歴
- スペイン代表
- 1950 FIFAワールドカップ・ブラジル大会 - 4位

## 獲得タイトル

### クラブ
- リーガ・エスパニョーラ 5回（1948-49、1951-52、1952-53、1958-59、1959-60）
- コパ・デル・レイ　4回（1950-51、1951-52、1952-53、1956-57）
- ラテン・カップ　1回（1952）
- フェアーズ・カップ（現UEFAカップ）　2回（1958、1960）

### 個人タイトル
- サモラ賞　5回（1952年, 1956年, 1957年, 1959年, 1960年）